# Хлапа
Хлапа (хрв. Hlapa) је насељено место у општини Добрињ, на острву Крк, Приморско-горанска жупанија, Хрватска.

## Историја
До територијалне реорганизације у Хрватској била је у саставу старе општине Крк.

## Становништво
У попису становништва из 2011. године, Хлапа је имала 63 становника.
| Број становника према пописима | Број становника према пописима | Број становника према пописима | Број становника према пописима | Број становника према пописима | Број становника према пописима | Број становника према пописима | Број становника према пописима | Број становника према пописима | Број становника према пописима | Број становника према пописима | Број становника према пописима | Број становника према пописима | Број становника према пописима | Број становника према пописима | Број становника према пописима |
| ------------------------------ | ------------------------------ | ------------------------------ | ------------------------------ | ------------------------------ | ------------------------------ | ------------------------------ | ------------------------------ | ------------------------------ | ------------------------------ | ------------------------------ | ------------------------------ | ------------------------------ | ------------------------------ | ------------------------------ | ------------------------------ |
| 1857                           | 1869                           | 1880                           | 1890                           | 1900                           | 1910                           | 1921                           | 1931                           | 1948                           | 1953                           | 1961                           | 1971                           | 1981                           | 1991                           | 2001                           | 2011                           |
| 0                              | 0                              | 34                             | 134                            | 133                            | 154                            | 143                            | 114                            | 112                            | 103                            | 92                             | 67                             | 67                             | 57                             | 62                             | 63                             |

Напомена: Године 1857. и 1869. подаци су садржани у насељу Солине. Од 1880. до 1910. исказивано као део насеља.